# Computer Controlled Acoustic Instruments pt2
Computer Controlled Acoustic Instruments pt2 (с англ- "Акустические инструменты с компьютерным управлением, часть 2") - EP британского электронного музыканта Ричарда Дэвида Джеймса, выпущенный под псевдонимом Aphex Twin 23 января 2015 года на лейбле Warp Records. Мини-альбом является продолжением альбома Drukqs

## Музыка
Computer Controlled Acoustic Instruments pt.2 содержит акустические звуки,которые ранее появлялись в альбоме Drukqs.Среди них подготовленное фортепиано и живые барабаны.
Ричард считает Computer Controlled Acoustic Instruments pt2 продолжателем альбома Drukqs: "Часть 1 — Drukqs, так как это была первая вещь, которую я выпустил, в которой использовались инструменты с компьютерным управлением, а именно модифицированная Yamaha Disklavier 2-го поколения и пара барабанных механизмов на основе соленоида с управлением по MIDI, которые я сделал сразу после того, как получил Disklavier"
По словам Марка Ричардсона из Pitchfork, EP расширяет идеи своего предшественника, отметив, что "там, где Джеймс обычно предлагал свои электроакустические пьесы в качестве примера для лирических мелодий, здесь около половины музыки состоит из четко аранжированных битов с резкими барабанными партиями, которые иногда отклоняются в сторону фанка"
Exclaim! заявил, что большинство треков "подпадают под ярлык авангардного джаза — некоторые из них экспериментальные и далекие от реальности — в то время как другие части достаточно связны, чтобы проникнуть в более темные уголки бэк-каталога Ninja Tune "

## Выпуск
EP был особенно успешен в независимых чартах в Ирландии и Соединенном Королевстве; он достиг пика на 8-м месте в Irish Independent Albums Chart и в UK Independent Albums Chart, также занял 7-е место в UK Official Record Store Albums Chart ,  где он достиг пика на 4-м месте на третьей неделе после своего выхода
Computer Controlled Acoustic Instruments pt2 хорошо показал себя в чарте Dance/Electronic Albums , заняв 4-е место на первой неделе релиза и достигнув пика на 1-м месте на следующей неделе.EP также вошел в чарт Tastemakers Albums под номером 24 и занял 10 место на второй неделе

## Критический приём
Сайт Metacritic оценил Computer Controlled Acoustic Instruments pt2 получил 64 балла из 100 возможных на основе 15 рецензий
Фелисити Мартин из Clash назвала EP "сложным, но обогащающим документом,составленным из часто резких, разрозненных инструментов», отметив по мимо этого "действительно интересную часть этого мини-альбома — она не о том, чтобы заставить роботов чувствовать себя людьми, а о том, чтобы чувствовать себя так, как будто вы находитесь в комнате с ними, жужжащими вокруг вас"
В своем обзоре для NME Луи Паттисон назвал EP "настоящей, искусственной поп-музыкой" из-за того, что инструменты "играются не человеческими руками, а сигналами, проносящимися по печатным платам". Он добавил, что "как вызов — своей аудитории и ему самому он справляется превосходно"
В Drowned in Sound Бенджамин Блэнд назвал EP "желанным напоминанием о способности Джеймса использовать решительно авангардные идеи таким образом, который, хотя и резко чужд нашему представлению о музыкальной нормальности, тем не менее увлекателен и вдохновляет". Блэнд также оценил EP как "весьма слушабельный, не менее слушабельный, чем Syro"
Марк Ричардсон для сайта Pitchfork оценил альбом на 8,3 баллов из 10 возможных ,добавив,что "Computer Controlled Acoustic Instruments pt2 — это релиз для постоянных поклонников, людей, которые хотят знать, как его произведения будут звучать в совершенно другой обстановке. Поэтому, хотя EP кажется связанным с другой музыкой (легко провести параллели с музыкой гамелана и кинетическими саундтреками к фильмам), самое большое удовольствие — знать, откуда он взялся и как он появился. Это EP Aphex Twin больше, чем просто EP, и в этом плане он очень хорош"
Дэрил Китинг для журнала Exclaim! дал неоднозначную рецензию, описав EP как  "композиционные каракули бессонного человека"
Энди Келлман на сайте Allmusic об Computer Controlled Acoustic Instruments pt2 написал, что "ничего особенно не заряжает энергией... к мини-альбому следует подходить как к сиквелу — с низкими ожиданиями"

## Трек лист

### Оригинальное издание
| №                   | Название                             | Длительность |
| ------------------- | ------------------------------------ | ------------ |
| 1.                  | «diskhat ALL prepared1mixed 13»      | 5:22         |
| 2.                  | «snar2»                              | 0:20         |
| 3.                  | «diskhat1»                           | 2:26         |
| 4.                  | «piano un1 arpej»                    | 0:50         |
| 5.                  | «DISKPREPT4»                         | 1:53         |
| 6.                  | «hat 2b 2012b»                       | 1:25         |
| 7.                  | «disk aud1_12»                       | 0:10         |
| 8.                  | «0035 1-Audio»                       | 0:26         |
| 9.                  | «disk prep calrec2 barn dance [slo]» | 4:22         |
| 10.                 | «DISKPREPT1»                         | 3:30         |
| 11.                 | «diskhat2»                           | 0:38         |
| 12.                 | «piano un10 it happened»             | 1:48         |
| 13.                 | «hat5c 0001 rec-4»                   | 4:46         |
| Общая длительность: | Общая длительность:                  | 27:56        |

### Переиздание 2017 года[18]
| №                   | Название                                                                            | Длительность |
| ------------------- | ----------------------------------------------------------------------------------- | ------------ |
| 1.                  | «diskhat ALL prepared1mixed 13»                                                     | 5:22         |
| 2.                  | «snar2»                                                                             | 0:20         |
| 3.                  | «diskhat1»                                                                          | 2:26         |
| 4.                  | «piano un1 arpej»                                                                   | 0:50         |
| 5.                  | «DISKPREPT4»                                                                        | 1:53         |
| 6.                  | «hat 2b 2012b»                                                                      | 1:25         |
| 7.                  | «disk aud1_12»                                                                      | 0:10         |
| 8.                  | «0035 1-Audio»                                                                      | 0:26         |
| 9.                  | «disk prep calrec2 barn dance [slo]»                                                | 4:22         |
| 10.                 | «DISKPREPT1»                                                                        | 3:30         |
| 11.                 | «diskhat2»                                                                          | 0:38         |
| 12.                 | «piano un10 it happened»                                                            | 1:48         |
| 13.                 | «hat5c 0001 rec-4»                                                                  | 4:46         |
| 14.                 | «diskhat ALL prepared1mixed [snr2mix]diskhat ALL prepared1bmixed [snr2mix],e,ru,+4» | 5:22         |
| 15.                 | «diskhat ALL [snr2mix] [fast],e,+3»                                                 | 4:52         |
| 16.                 | «DISKLVPRPT1 Equinox barn dance[fast]»                                              | 2:20         |
| Общая длительность: | Общая длительность:                                                                 | 40:30        |